# Trachelas submissus
Trachelas submissus är en spindelart som beskrevs av Willis J. Gertsch 1942. Trachelas submissus ingår i släktet Trachelas och familjen flinkspindlar.
Artens utbredningsområde är Paraguay. Inga underarter finns listade i Catalogue of Life.